# Isomyia pseudolucilia
Isomyia pseudolucilia är en tvåvingeart som först beskrevs av Malloch 1928.  Isomyia pseudolucilia ingår i släktet Isomyia och familjen Rhiniidae. Inga underarter finns listade i Catalogue of Life.